# Ланостерол
Ланостерол — тетрациклический тритерпеноид, предшественник природных стероидов грибов и животных. В его основе — ядро циклопентанпергидрофенантрена (стерана). Образуется из оксида сквалена с помощью фермента циклазы.

## Клиническое значение
По предварительным данным полученным в исследованиях на собаках и кроликах обнаружено, что ланостерол может предотвратить и даже обратить вспять катаракту
Повторить эти результаты на вырезанной хирургически возрастной катаракте человека путём инкубации в растворе ланостерола в течение 6 дней по прописи Ling Zhao с соавт. не удалось - замутнение не прошло
Этот эксперимент проводился in vitro без учёта естественных процессов, происходящих в хрусталике и без воздействия света (в том числе ультрафиолета) на хрусталик. Как предполагается в некоторых источниках, ланостерол участвует в процессах структурирования белков, структура которых была нарушена под воздействием ультрафиолета.